# Datil
Datil statisztikai település az Amerikai Egyesült Államok Új-Mexikó államában, Catron megyében. Lakosainak száma 50 fő (2020. április 1.).

## Népesség
A település népességének változása:

| 2010 | 54 |
| 2020 | 50 |